# Вырумааский центр профессионального образования

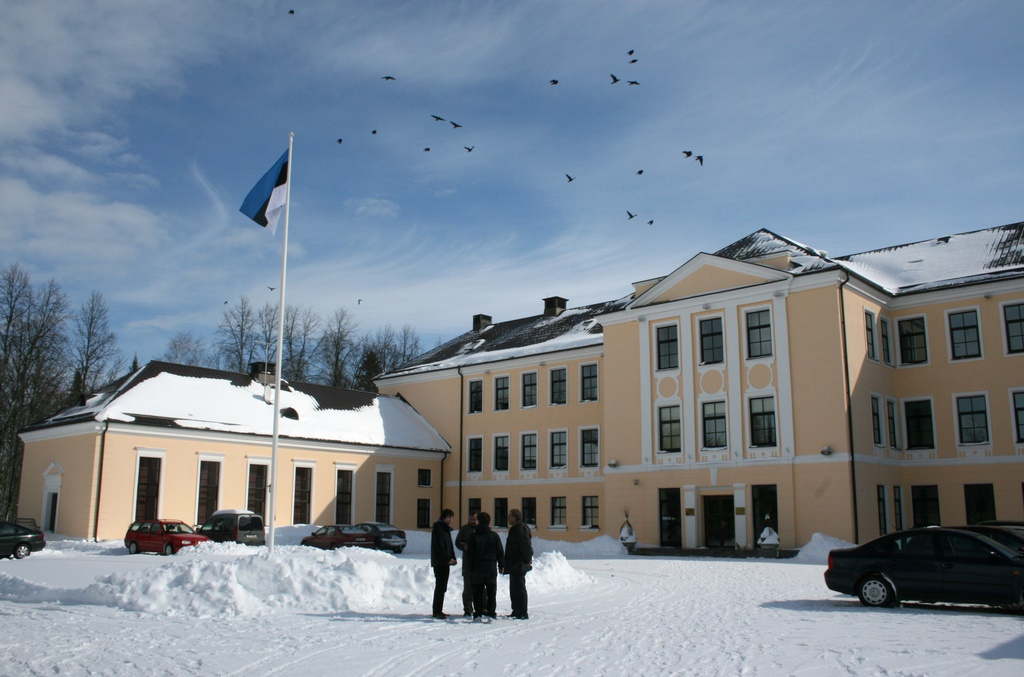
Здание

Вырумааский центр профессионального образования (эст. Võrumaa Kutsehariduskeskus, аббревиатура VKHK) ― учебное заведение в городке Вяймела (Вырумаа, Эстония), которое предлагает программы высшего образования, среднего профессионального образования и предварительной подготовки специалистов.
Площадь корпусов учебного заведения составляет 6200 м².

## История
Центр образования был основан в сентябре 1999 года в результате слияния двух техникумов ― сельскохозяйственного и промышленного. Выруский промышленный техникум был основан 1925 году и специализировался на обучении навыкам обработки дерева и металла. Сельскохозяйственный техникум Вяймела, основанный в 1920 году на базе Выруской сельскохозяйственной школы, специализировался на обучении сельскохозяйственным специальностям.
В 1999 году в центр образования было зачислено 410 студентов. Сегодня их число превышает 900 человек.
11 января 2008 года в центре открылась новая техническая лаборатория.

## Учебные программы
Центр образования предлагает 16 учебных программ. Направлениями этих программ являются: металлообработка, мехатроника, деревообработка, информационные технологии, управление туризмом и управление бизнесом.
В 2007 году Вырумааский центр профессионального образования получил международную награду Arch of Europe.
Вырумааский центр профессионального образования присоединился к международной университетской программе «Эразмус» и участвует в программе электронного обучения VANKeR.
Центр образования с июня 2008 года является членом Эстонского студенческого союза (EÜL), а с февраля 2010 года ― членом Балтийской академии.

## Галерея

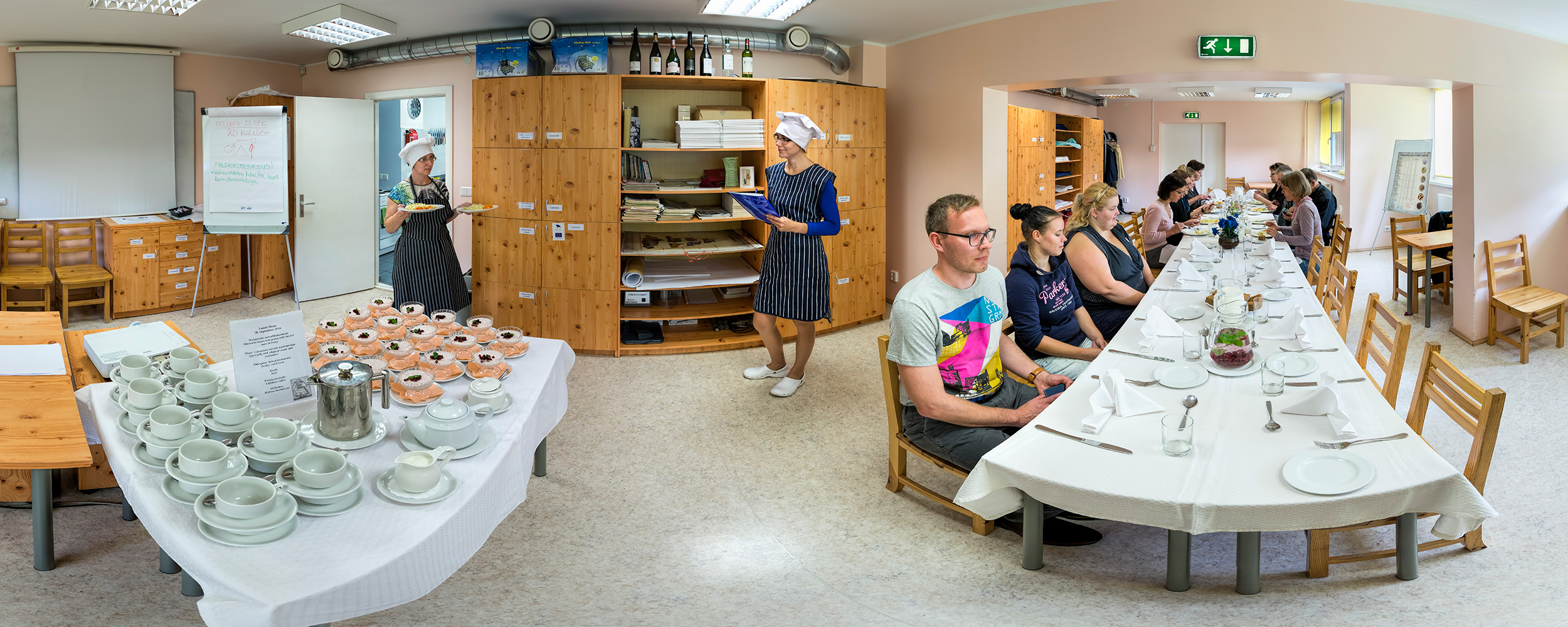
Столовая
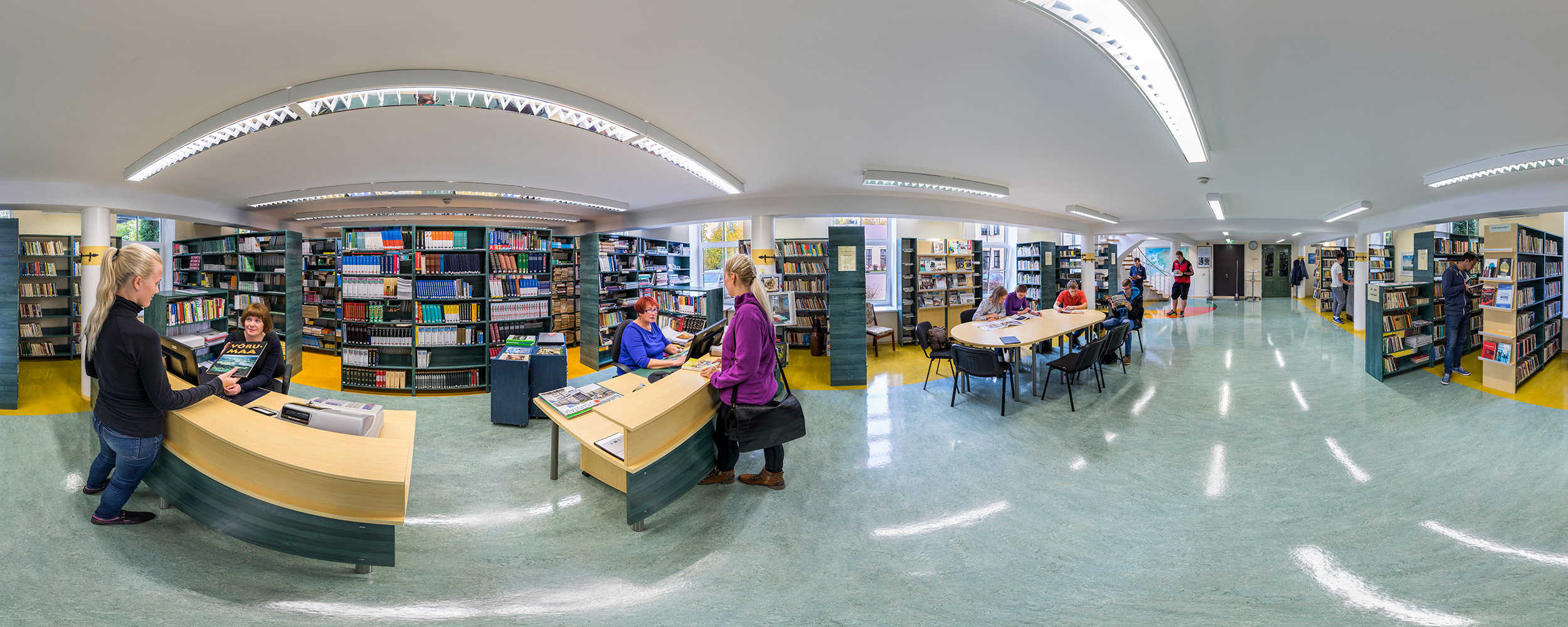
Библиотека
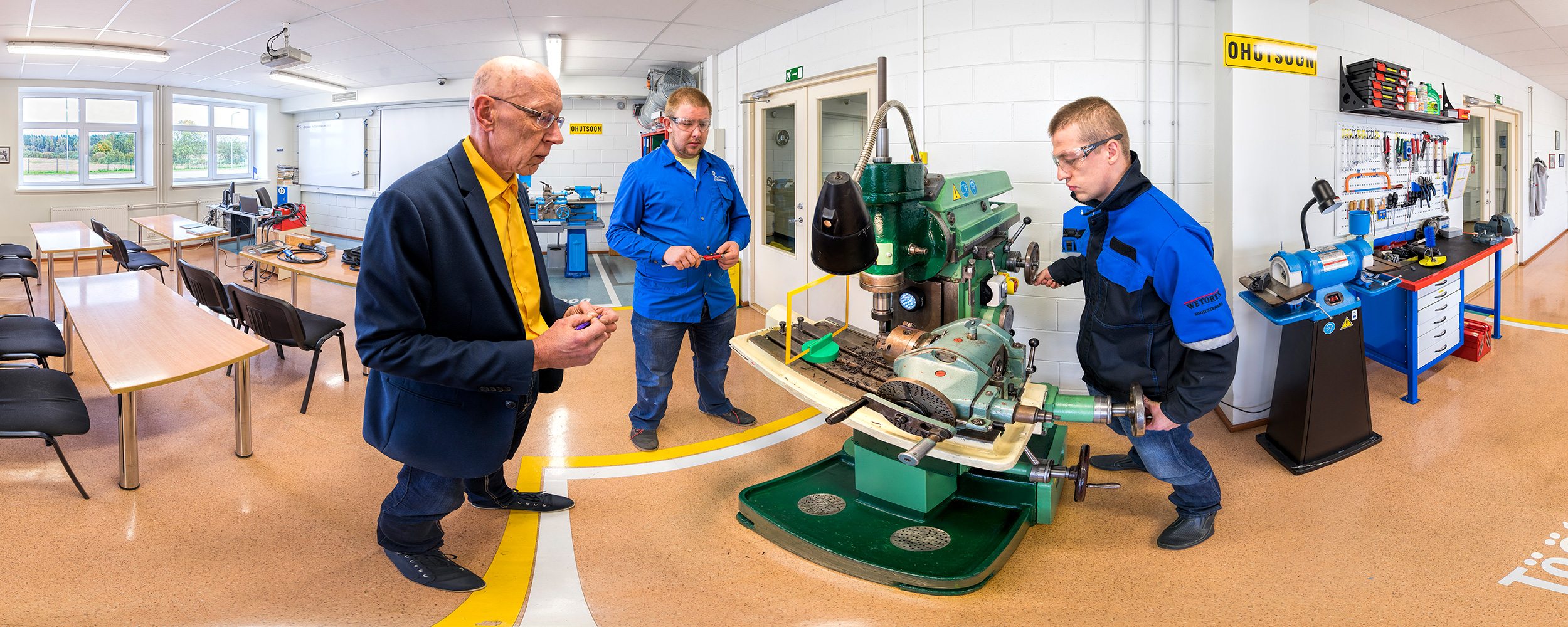
Мастерская по металлообработке
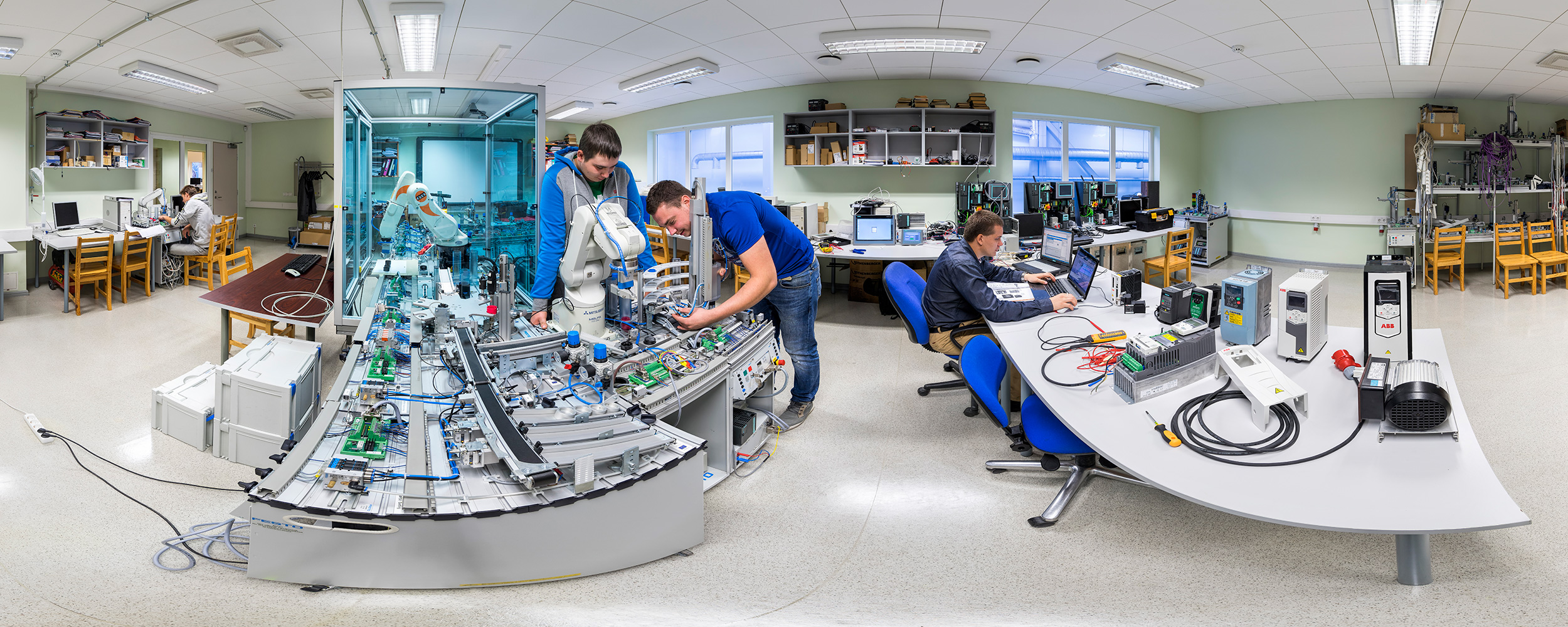
Лаборатория мехатроники
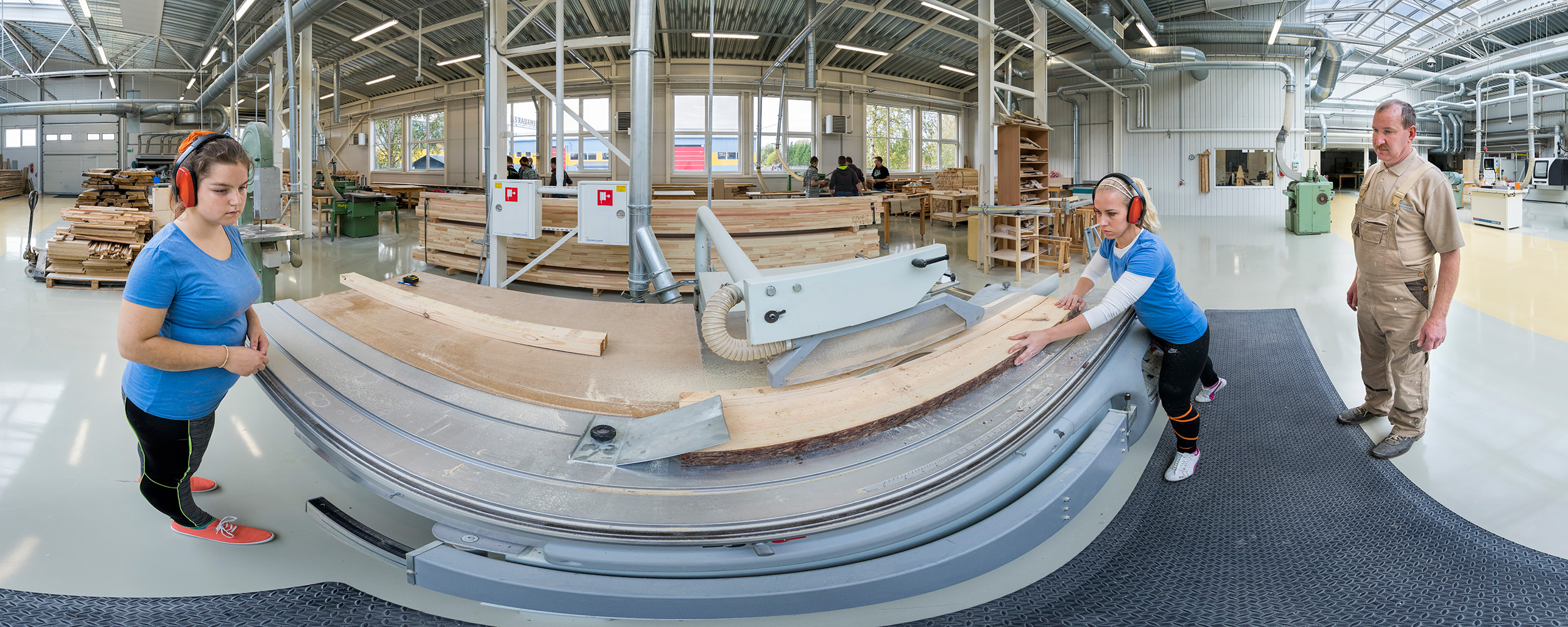
Мастерская по деревообработке
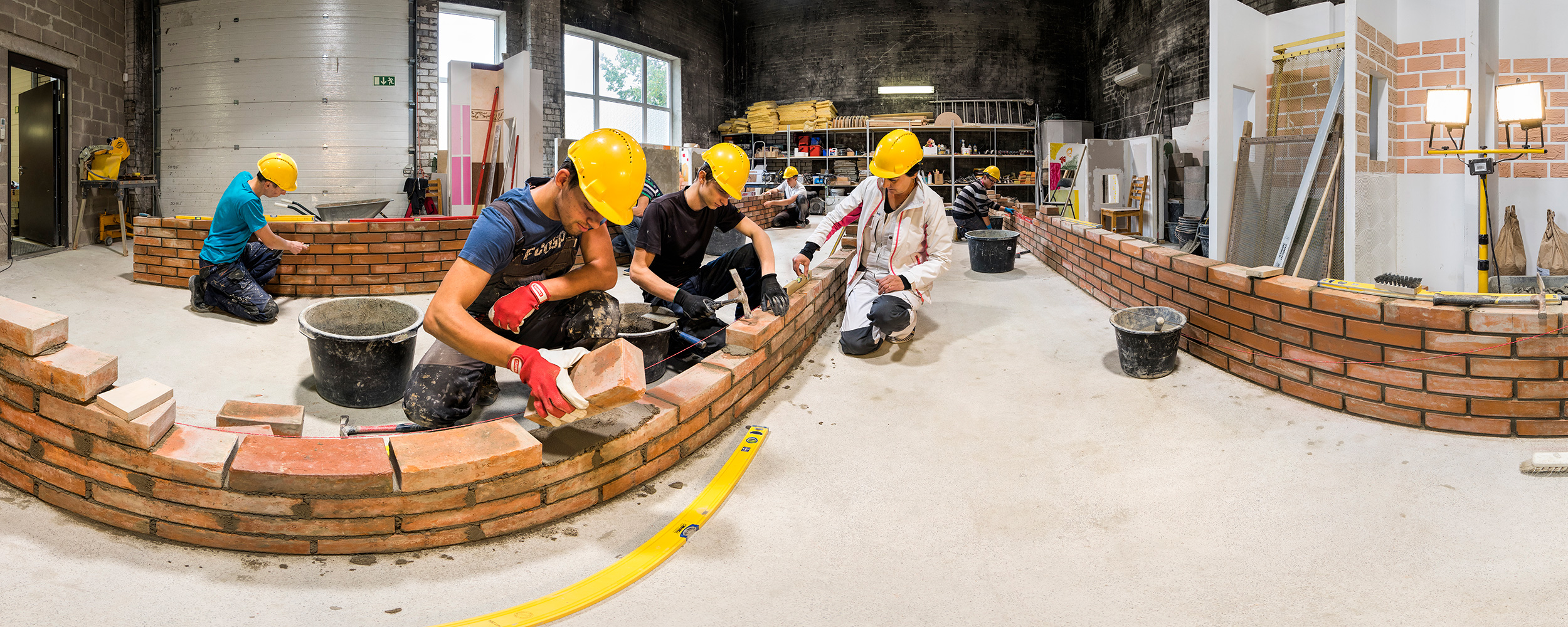
Строительная лаборатория
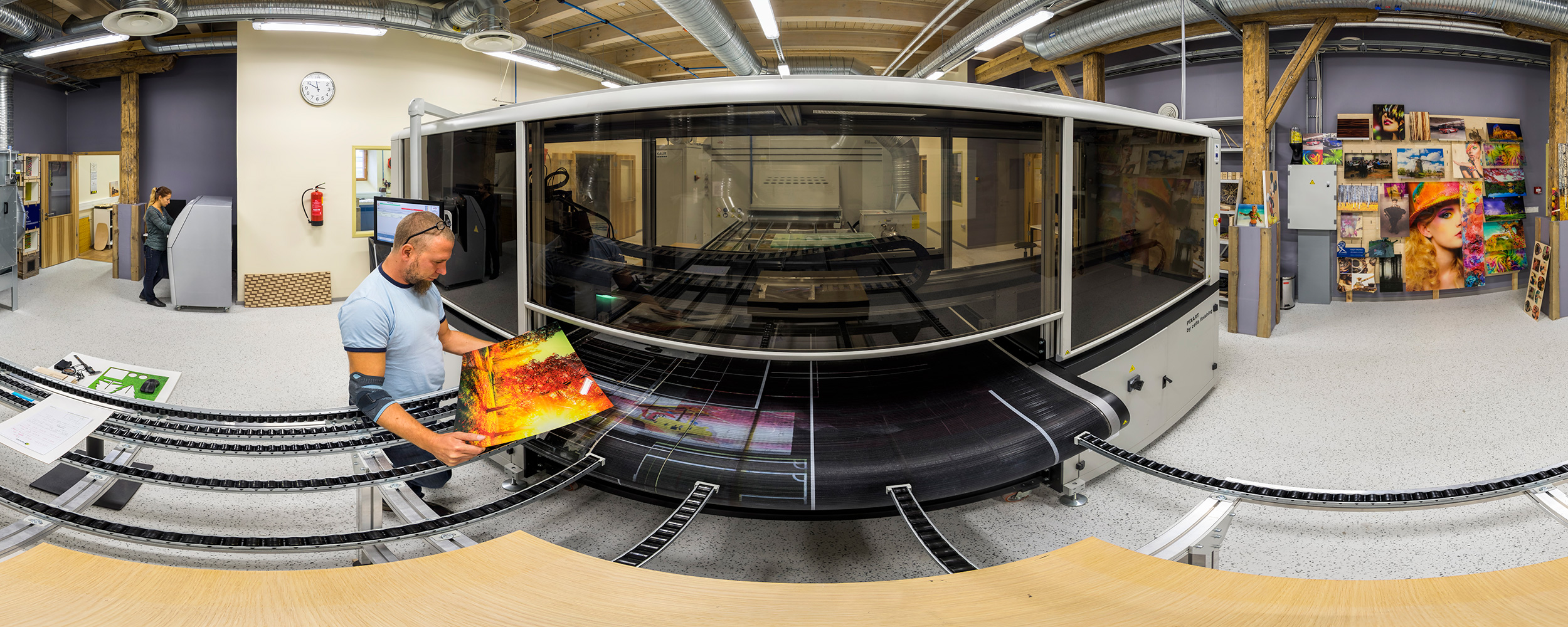
Центр компетенций
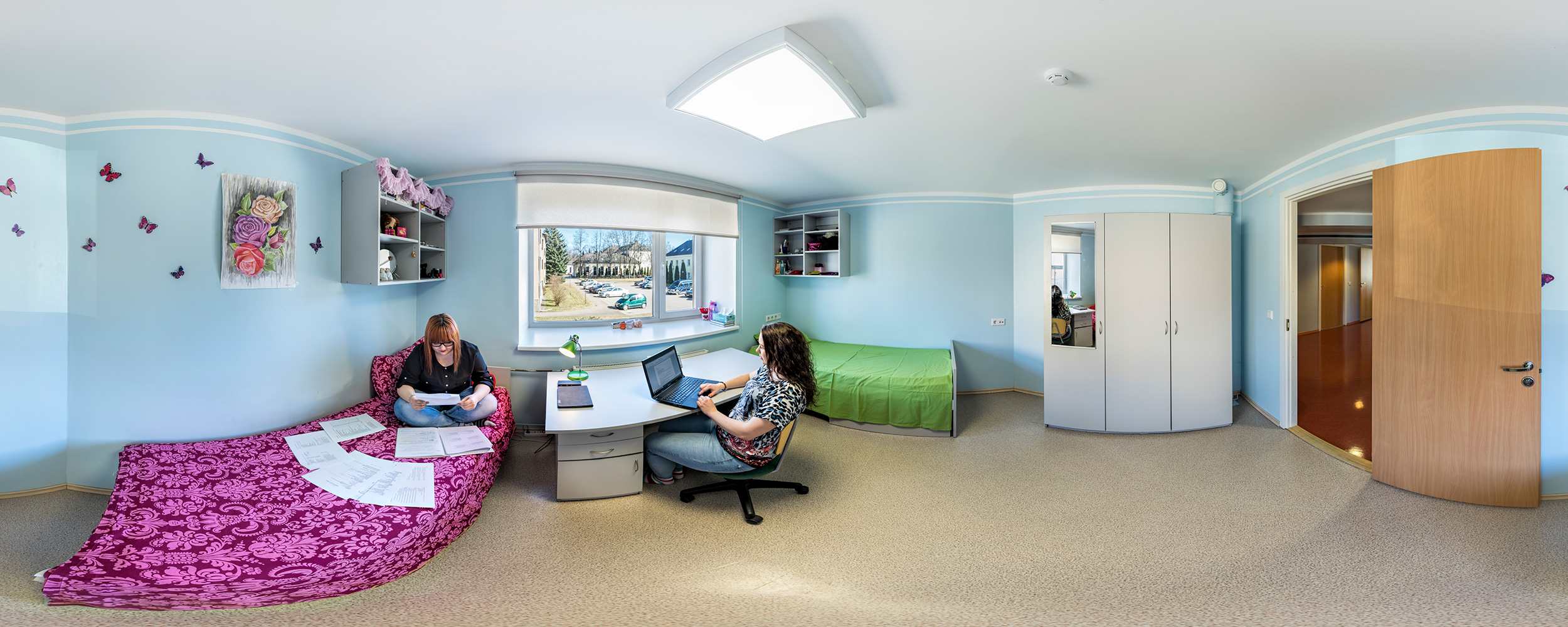
Комната для студентов
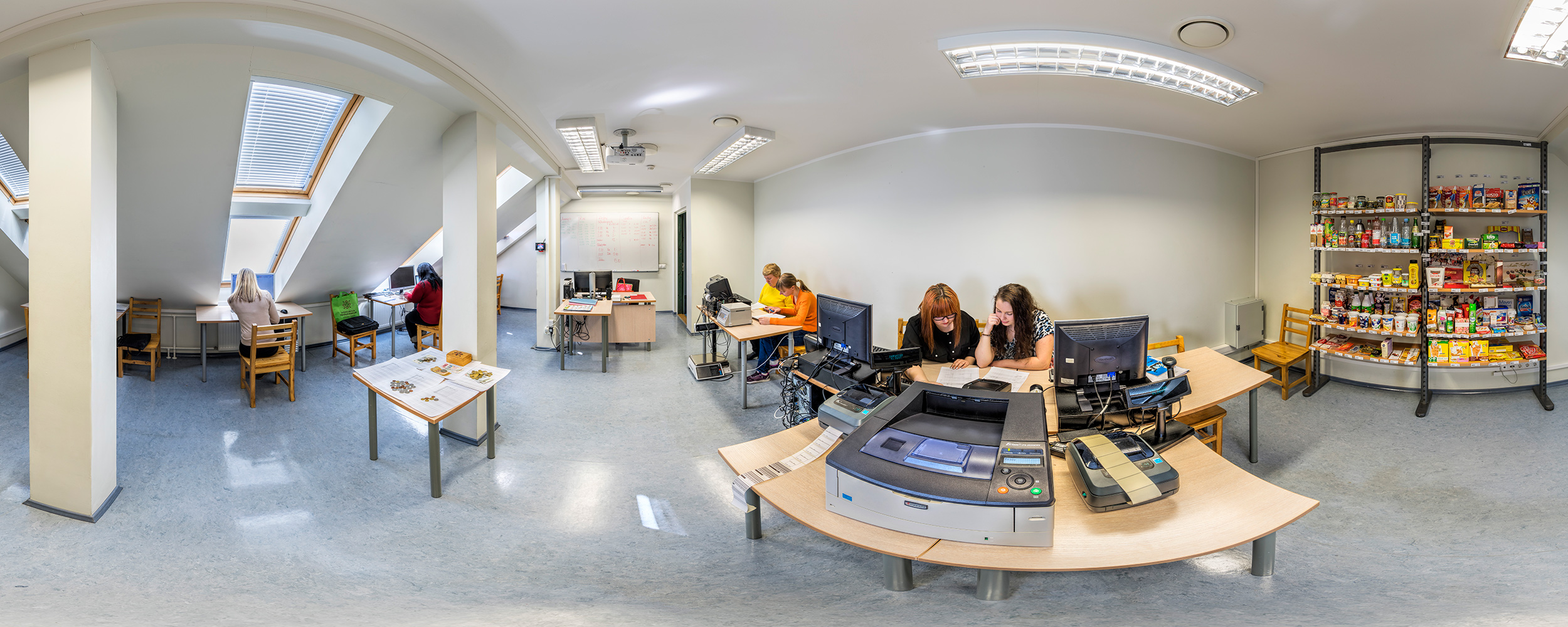
Класс обслуживания
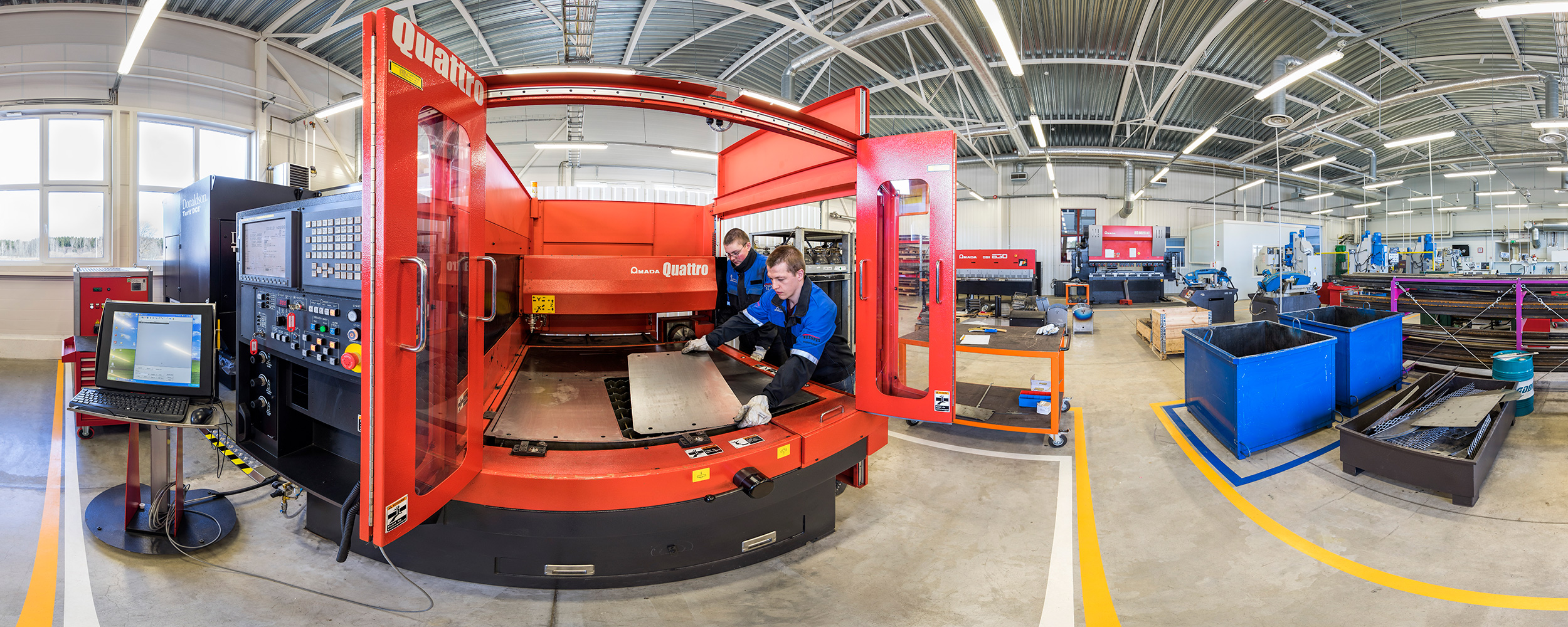
Мастерская по металлообработке